# Kim Joon-Kyo
Kim Joon-Kyo (* 16. Februar 1982 in Seoul) ist ein südkoreanischer Lehrer und Politiker. Während der Präsidentschaftswahl im Jahr 2007 half er Lee Hoi-chang. Im Jahr 200 war er als Mitglied der Party for Freedom and Advancement (PFA) Kandidat für das Parlament. Derzeit ist er Mitglied der Jayu-hanguk-Partei.

## Bildung und frühe Karriere
Kim wurde in Seoul geboren. Er wurde an der Seoul Science High School ausgebildet und hat an der KAIST einen Abschluss in Wirtschaftsingenieurwesen. Nach seinem Studium arbeitete Kim als Mathematiklehrer in Daechi-dong, einem wohlhabender Nachbarort von Gangnam-gu. Außerdem schrieb er während dieser Zeit Bücher.

## Politische Karriere
Kim trat 2008 der Party for Freedom and Advancement bei und trat für den Wahlkreis Gwangjin-gu als Kandidat bei der ersten Wahl der Parlamentswahl an und verlor. Während dieser Zeit versprach er, alle Kinder des Distrikts an die Seoul National University zu schicken.
Bei den Wahlen im Jahr 2012 wechselte Kim in den Yuseong Wahlkreis, wurde jedoch bei der Vorauswahl von Song-Seok-chan besiegt. Die Partei hatte bei den Wahlen eine große Niederlage zu verzeichnen und wurde infolgedessen in die regierende Saenuri Party (heute Jayu-hanguk-Partei) eingegliedert. Er wurde automatisch Mitglied der Saenuri-Partei.
Nach der schweren Niederlage bei den Kommunalwahlen im Jahr 2018 trat der Präsident der Jayu-hanguk-Partei Hong Jun-pyo zurück und veranlasste die Partei im Februar 2019 einen neuen Vorsitzenden zu wählen. Kim trat als Kandidat für die Leitung der Jugend an, wurde jedoch von Shin Bora besiegt. Am 2. Mai rasierte er sich zusammen mit den anderen Abgeordneten der Jayu-hanguk-Partei aus Protest gegen die Wahlreform der regierenden Deobureo-minju-Partei die Haare.

## Ideologie
Kim erwähnte, dass Koreaner die „größte Rasse der Welt“ sind und forderte die Abschiebung illegaler Einwanderer und muslimische Flüchtlinge. Er ist skeptisch gegenüber der politische Mitte und führt an, dass der diese „unrealistisch“ und „unmöglich“ sei. Er verglich den Präsidenten Moon Jae-in mit dem linksextremen venezolanischen Präsidenten Nicolás Maduro.

## Kontroversen
Am 18. Februar 2019 provozierte Kim und sagte während der Wahlrede der Jayu-hanguk-Partei-Führung: „Was zum Teufel ist mit dem Präsidenten los? Ich kann den Idioten nicht als unseren Anführer erkennen“. Die regierende Deobureo-minju-Partei kritisierte seine Äußerung als „ekelhafte Hassrede voller barbarischem McCarthyismus“.

## Bücher
- Tuitions Are Fake (8. Juni 2010)[10]
- Therefore We Are Studying, Notwithstanding We Are Studying (7. Oktober 2010)[11]
- Shortcuts of CSAT Mathematics (17. Juni 2011)[12]